# Theridion lumabani
Espèce
Theridion lumabani est une espèce d'araignées aranéomorphes de la famille des Theridiidae.

## Distribution
Cette espèce est endémique de Panay aux Philippines.

## Description
La femelle holotype mesure 1,84 mm.

## Étymologie
Cette espèce est nommée en l'honneur de Marcelino Lumaban (1910-1996).

## Publication originale
- Barrion & Litsinger, 1995 : Riceland Spiders of South and Southeast Asia. CAB International, Wallingford, p. 1-700.